# Белый, Иван Михайлович (Герой Социалистического Труда)
Иван Михайлович Белый (1922—2004) — регулировщик радиоаппаратуры, Герой Социалистического Труда (1966).

## Биография
Иван Михайлович Белый родился 26 июня 1922 года в деревне Выгостров (ныне — Беломорский район Карелии). Окончил восемь классов школы. В июле 1941 года Белый был призван на службу в Рабоче-Крестьянскую Красную Армию. Участвовал в Великой Отечественной войне, неоднократно забрасывался в немецкий тыл со специальными диверсионно-разведывательными заданиями. После окончания войны служил в Главном разведывательном управлении Генерального штаба Красной Армии. В 1947 году в звании старшины Белый был демобилизован.
С 1951 года Белый работал на опытном заводе № 37 Научно-исследовательского института № 37 в качестве регулировщика радиоаппаратуры, бригадира регулировщиков, старшего инженера — регулировщика радиоэлектронной аппаратуры. Принимал активное участие в создании советских радиолокационных станций, стационарных радиолокационных узлов и многих других передовых на тот момент разновидностей радиотехники.
Закрытым Указом Президиума Верховного Совета СССР от 29 июля 1966 года за «выдающиеся заслуги в выполнении плана 7-й пятилетки (1959—1965 годов) и создании новой техники» Иван Михайлович Белый был удостоен высокого звания Героя Социалистического Труда с вручением ордена Ленина и медали «Серп и Молот».
В 1995 году вышел на пенсию. Проживал в Москве. Скончался 4 ноября 2004 года, похоронен на Николо-Архангельском кладбище Москвы.
Был также награждён орденом Отечественной войны 1-й степени, двумя орденами Отечественной войны 2-й степени, рядом медалей.